# 香宗我部秀通
香宗我部秀通（1510年—1556年11月22日）是日本戰國時代武將。土佐國國人眾。父親是香宗我部通長。

## 生平
在永正7年（1510年）出生，家中次男。父親通長是土佐國香美郡東南部的國人。大永6年（1526年），兄長親秀的嫡男秀義在與安藝氏的合戰中戰死，於是被親秀迎為養子，並繼承家督。
不過香宗我部氏漸漸衰退，而親秀為了令本家再興，於是打算迎擴大勢力的長宗我部國親的三男親泰為新的養子，並令秀通隱居。此時以自身生有實子等為理由，反對親泰入嗣，於是與親秀對立。因此親秀指示家臣暗殺秀通，弘治2年（1556年）10月21日，被殺害。享年47歲。秀通死後，家督由親泰繼承。
嫡男泰吉在親秀庇護下，改姓中山田，以家老身份活動。
墓所在鄰接高知縣香南市野市町香美神社的地方。為秀通殉死的家臣亦被葬在該地。明治26年（1893年），子孫武田秀山建立題有「香宗我部秀通公碑」字的石碑。秀山死後，亦被葬在該地。